# Chikkabeeranakere, Turuvekere
Chikkabeeranakere là một làng thuộc tehsil Turuvekere, huyện Tumkur, bang Karnataka, Ấn Độ.